# Radko Auer
Radko Auer (6. srpna 1925 Třebíč, Československo – 12. července 1998 Bratislava) byl československý architekt a pracovník Krajského památkového úřadu v Bratislavě a společnosti Stavoprojekt Bratislava.

## Biografie
Narodil se v Třebíči do úřednicko-učitelské rodiny bez vztahu k architektuře. V Třebíči také navštěvoval základní i střední školu a jako stavební praktikant (1944–1945) se zde seznámil s postupem při uskutečňování stavebního díla.
Na České vysoké škole technické v Brně (nynější VUT v Brně) absolvoval obor architektura a pozemní stavitelství. V roce 1950, krátce po absolvování studia na vysoké škole, odešel pracovat na Slovensko a nastoupil do bratislavského Stavoprojektu. V letech 1951 a 1953 působil jako spolupracovník Výzkumného ústavu architektury (VÚVA) v Brně.
Auer je autorem čtyřpatrového hotelu Slovan v Senici (1966) a Domu kultury v Pezinku (1989).
V roce 1988 odešel do důchodu.

## Smrt
Zemřel dne 12. července 1998. Byl zpopelněn a jeho urna byla 20. října 1998 uložena v Urnovém háji bratislavského krematoria.

### Monografie
- ŽÁK, Dušan, AUER, Radko . Senica : Vlastivědný sborník. Bratislava : Obzor, 1974. 266s.